# Conferències Feynman de física
Les conferències Feynman de física és un llibre de text de física basat en un gran nombre de conferències de Richard Feynman, un premi Nobel que de vegades ha estat anomenat "El gran explicador". Les conferències es van presentar davant estudiants de grau a l'Institut Tecnològic de Califòrnia (Caltech), durant el període 1961–1964. Els coautors del llibre són Feynman, Robert B. Leighton i Matthew Sands.
Una ressenya de 2013 a Nature va descriure el llibre com a "simplicitat, bellesa, unitat... presentat amb entusiasme i perspicacia".

## Descripció
El llibre de text consta de tres volums. El primer volum se centra en la mecànica, la radiació i la calor, inclosos els efectes relativistes. El segon volum cobreix principalment l'electromagnetisme i la matèria. El tercer volum cobreix la mecànica quàntica; per exemple, mostra com l'experiment de doble escletxa demostra les característiques essencials de la mecànica quàntica. El llibre també inclou capítols sobre la relació entre les matemàtiques i la física, i la relació de la física amb altres ciències.
El 2013, Caltech, en col·laboració amb el lloc web de Feynman Lectures, va fer que el llibre estigui disponible gratuïtament al lloc web.

## Rerefons
El 1960, les investigacions i els descobriments de Richard Feynman en física havien resolt una sèrie d'incoherències preocupants en diverses teories fonamentals. En particular, va ser el seu treball en electrodinàmica quàntica pel qual va ser guardonat amb el Premi Nobel de Física l'any 1965. Al mateix temps que Feynman era al cim de la seva fama, el professorat de l'Institut Tecnològic de Califòrnia estava preocupat per la qualitat dels cursos d'introducció per als estudiants de grau. Es pensava que els cursos estaven carregats d'un pla d'estudis passat de moda i els apassionants descobriments dels darrers anys, molts dels quals s'havien produït a Caltech, no s'estaven ensenyant als estudiants.
Així, es va decidir reconfigurar el primer curs de física que s'ofereix als estudiants de Caltech, amb l'objectiu de generar més il·lusió en els estudiants. Feynman va acceptar fàcilment donar el curs, encara que només una vegada. Conscient del fet que aquest seria un esdeveniment històric, Caltech va gravar cada conferència i va fer fotografies de cada dibuix fet a la pissarra per Feynman.
A partir de les conferències i les gravacions en cinta, un equip de físics i estudiants de postgrau van elaborar un manuscrit que es convertiria en The Feynman Lectures on Physics. Tot i que la contribució tècnica més valuosa de Feynman al camp de la física podria haver estat en el camp de l'electrodinàmica quàntica, les Feynman Lectures estaven destinades a convertir-se en el seu treball més llegit.

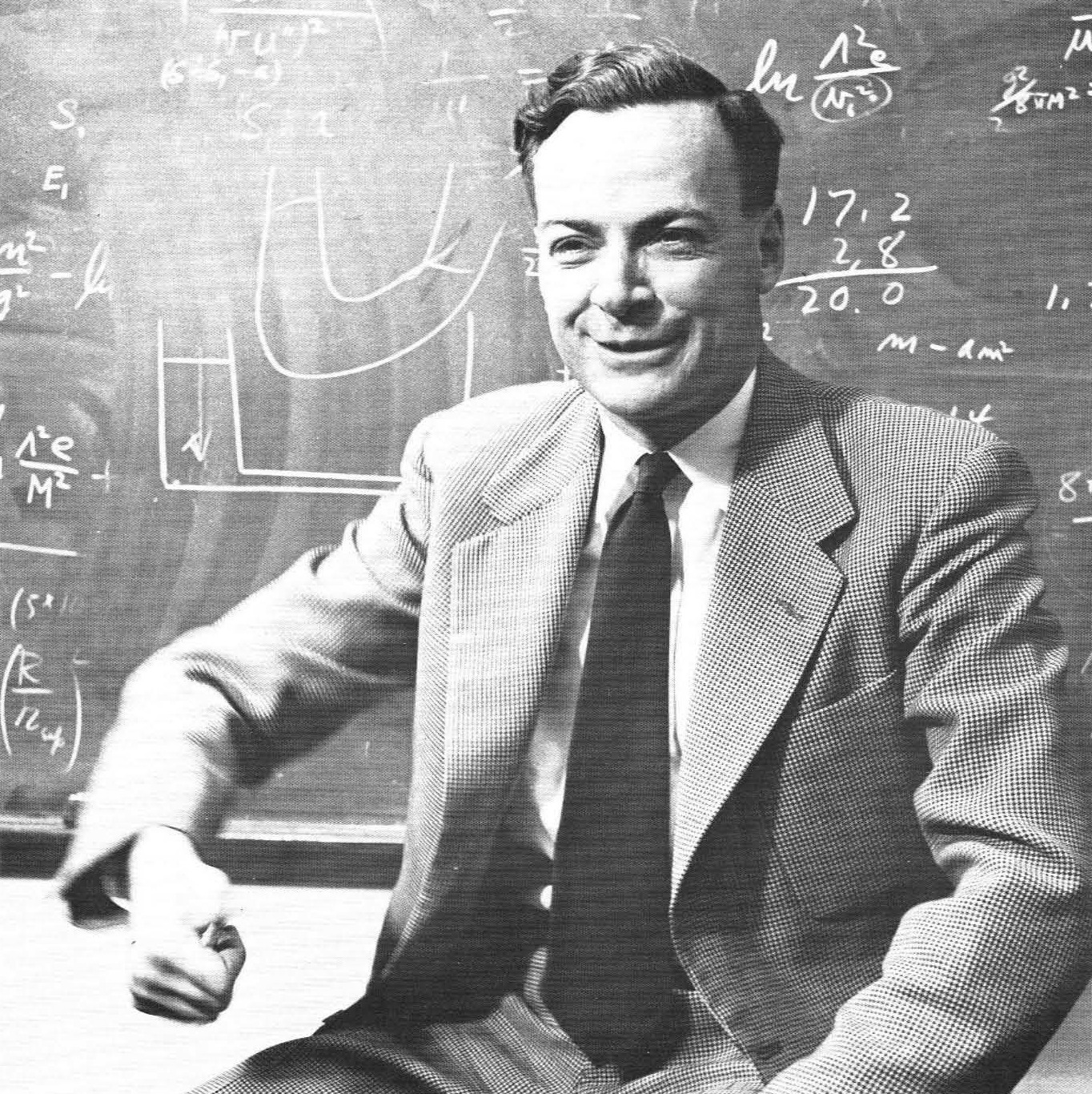
Feynman el "gran explicador": les conferències Feynman sobre física van trobar un públic agraït més enllà de la comunitat de pregrau.

Les Feynman Lectures es consideren una de les introduccions a la física a nivell universitari més sofisticades i completes. El mateix Feynman va declarar en el seu prefaci original que era "pessimista" pel que fa al seu èxit en arribar a tots els seus estudiants. Les conferències Feynman es van escriure "per mantenir l'interès d'estudiants molt entusiastes i bastant intel·ligents que van sortir de les escoles secundàries i entrar a Caltech". Feynman va dirigir les conferències als estudiants que, "al final dels dos anys del nostre curs anterior, [estaven] molt desanimats perquè realment se'ls presentaven molt poques idees grans, noves i modernes". Com a resultat, alguns estudiants de física troben que les conferències són més valuoses després d'haver obtingut una bona comprensió de la física mitjançant l'estudi de textos més tradicionals, i de vegades els llibres es consideren més útils per als professors que per als estudiants.

## Continguts

### Volum I: principalment mecànica, radiació i calor
Prefaci: "Quan van sorgir idees noves, intentava deduir-les si eren deduïbles o explicar que es tractava d'una idea nova... i que se suposava que no era demostrable".